# Beamish Open Air Museum

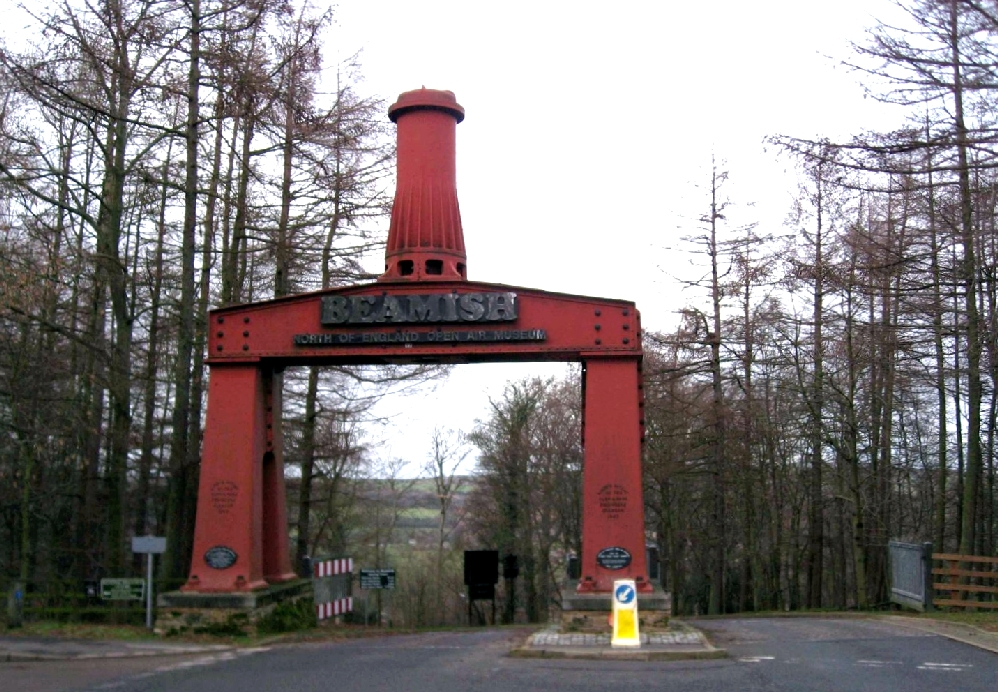
L'entrata del Beamish Open Air Museum

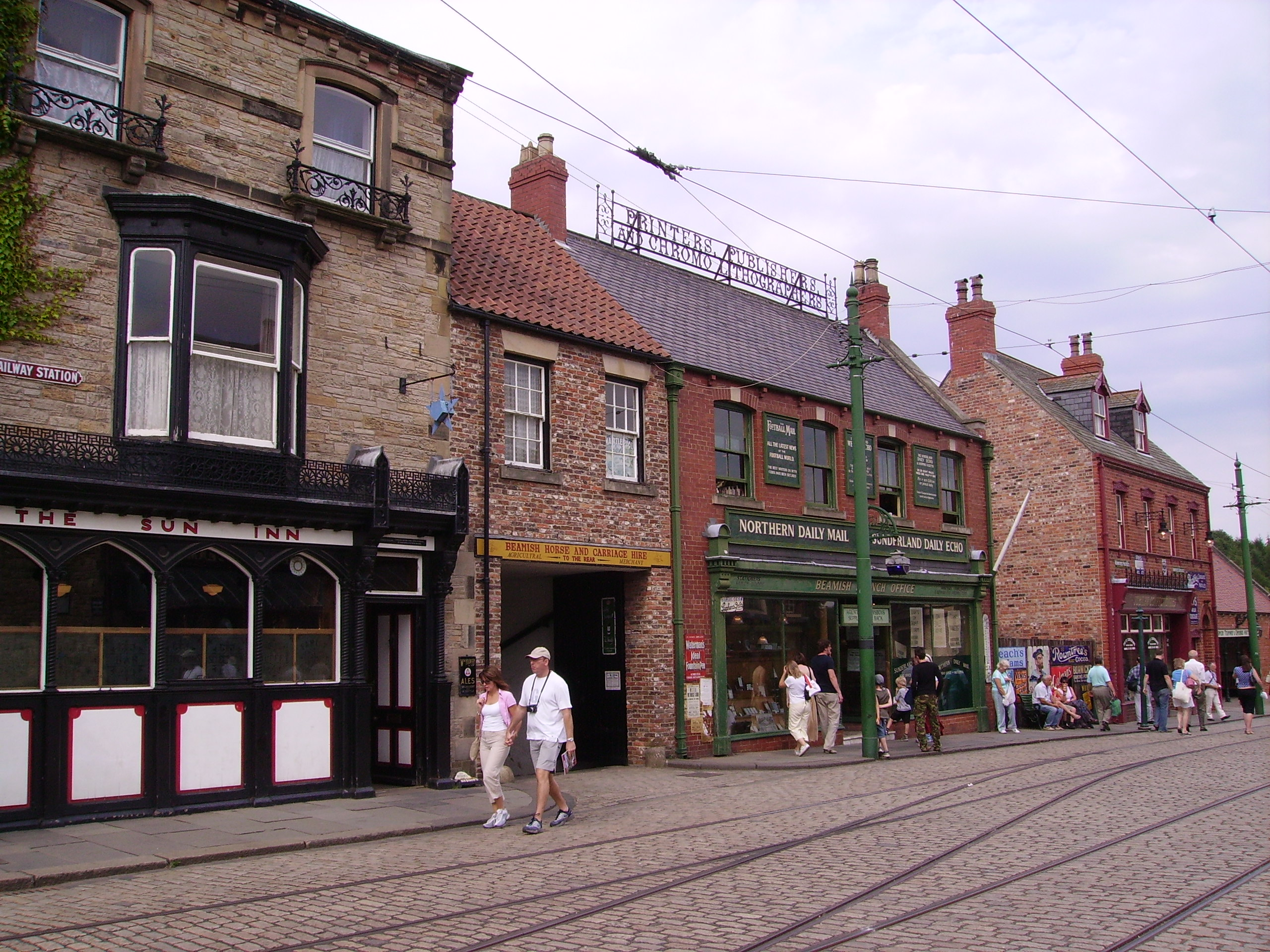
Edifici nel Beamish Museum

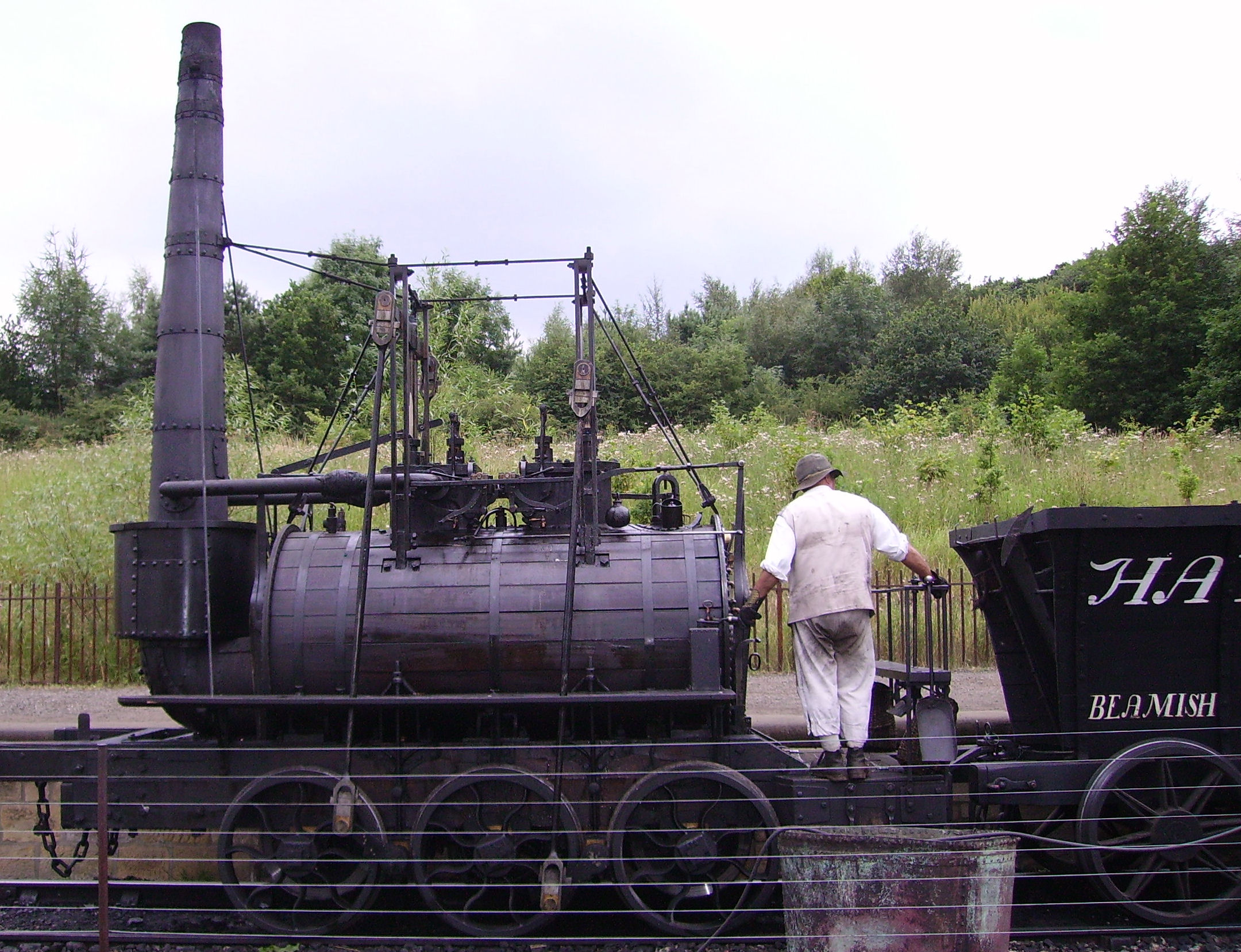
Beamish Museum: la Pockerley Waggonway

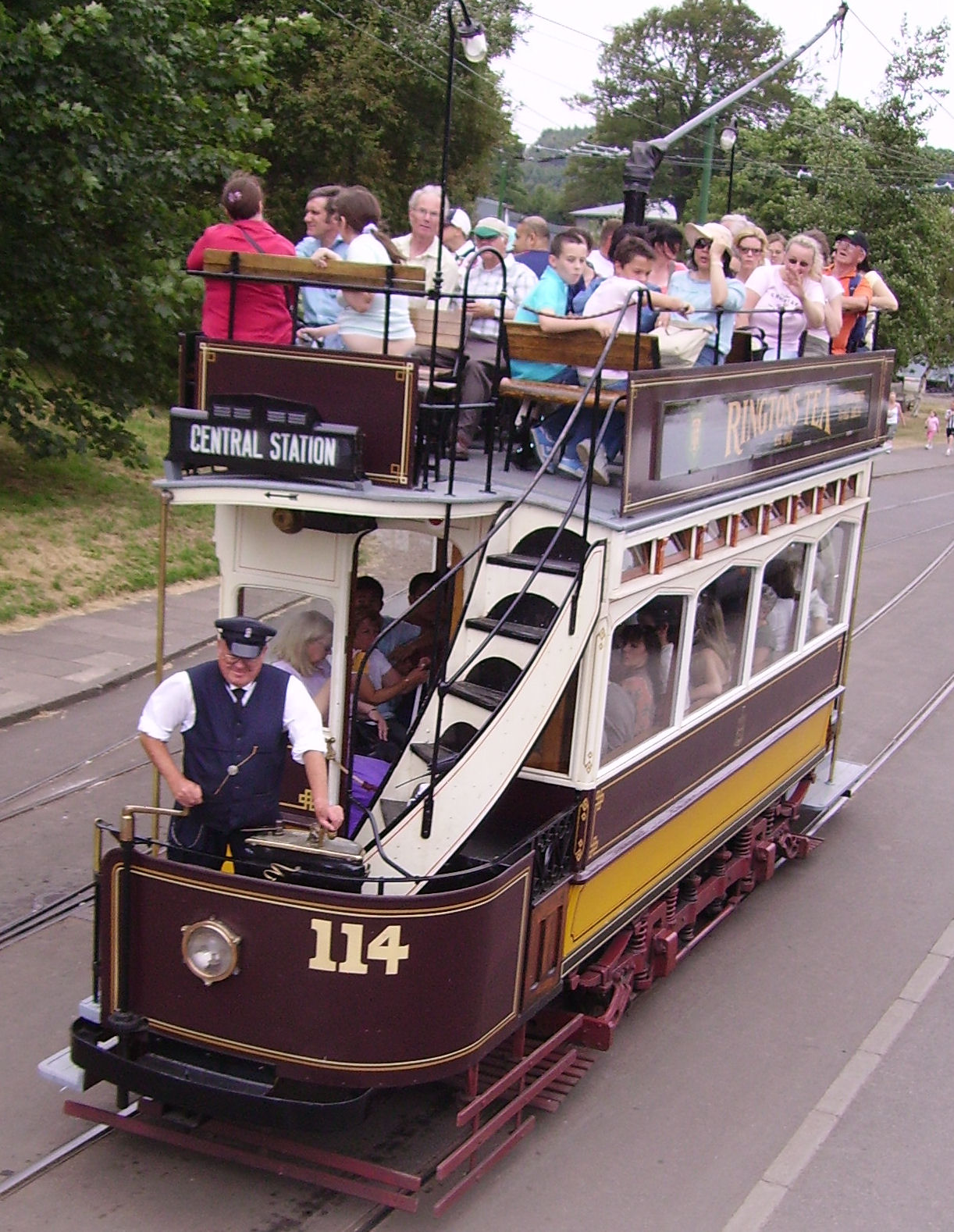
Tram nel Beamish Open Air Museum

Il Beamish Open Air Museum ("Museo all'aperto di Beamish") o semplicemente Beamish Museum, conosciuto anche come (The) North of England Open Air Museum ("Museo all'aperto dell'Inghilterra del Nord") è un museo all'aperto inaugurato nel 1970 situato nel villaggio inglese di Beamish, nei dintorni di Stanley, nella contea di Durham (Inghilterra nord-orientale).
Il museo illustra com'era la vita nel nord-est dell'Inghilterra agli inizi del XIX secolo (1820-1825) e agli inizi del XX secolo (1913).

## Storia
Il museo fu fondato da Frank Atkinson, in collaborazione con Rosy Allan, ed aprì i battenti nel febbraio del 1970.
Nel 1975, ricevette la visita della regina Elisabetta II e della Regina madre.

## Caratteristiche
Il museo è collocato in un'area di ca. 20 ettari: sono stati ricostruiti una città (dove si trovano, tra l'altro, un emporio, un pub, un gabinetto dentistico, ecc.), un villaggio di minatori, una ferrovia, ecc.
I visitatori, con cui interagiscono degli attori in costume, si spostano a bordo di tram d'epoca.

## Punti d'interesse

### Villaggio dei minatori
Nel villaggio dei minatori, si può visitare una miniera, che fu attiva dal 1850 al 1958.

### Pockerley Waggonway (Stazione ferroviaria)
Si tratta di una stazione ferroviaria del 1825, che proviene da un villaggio situato nelle montagne della contea di Durham, a ca. 25 km da Beamish.

## Altre immagini

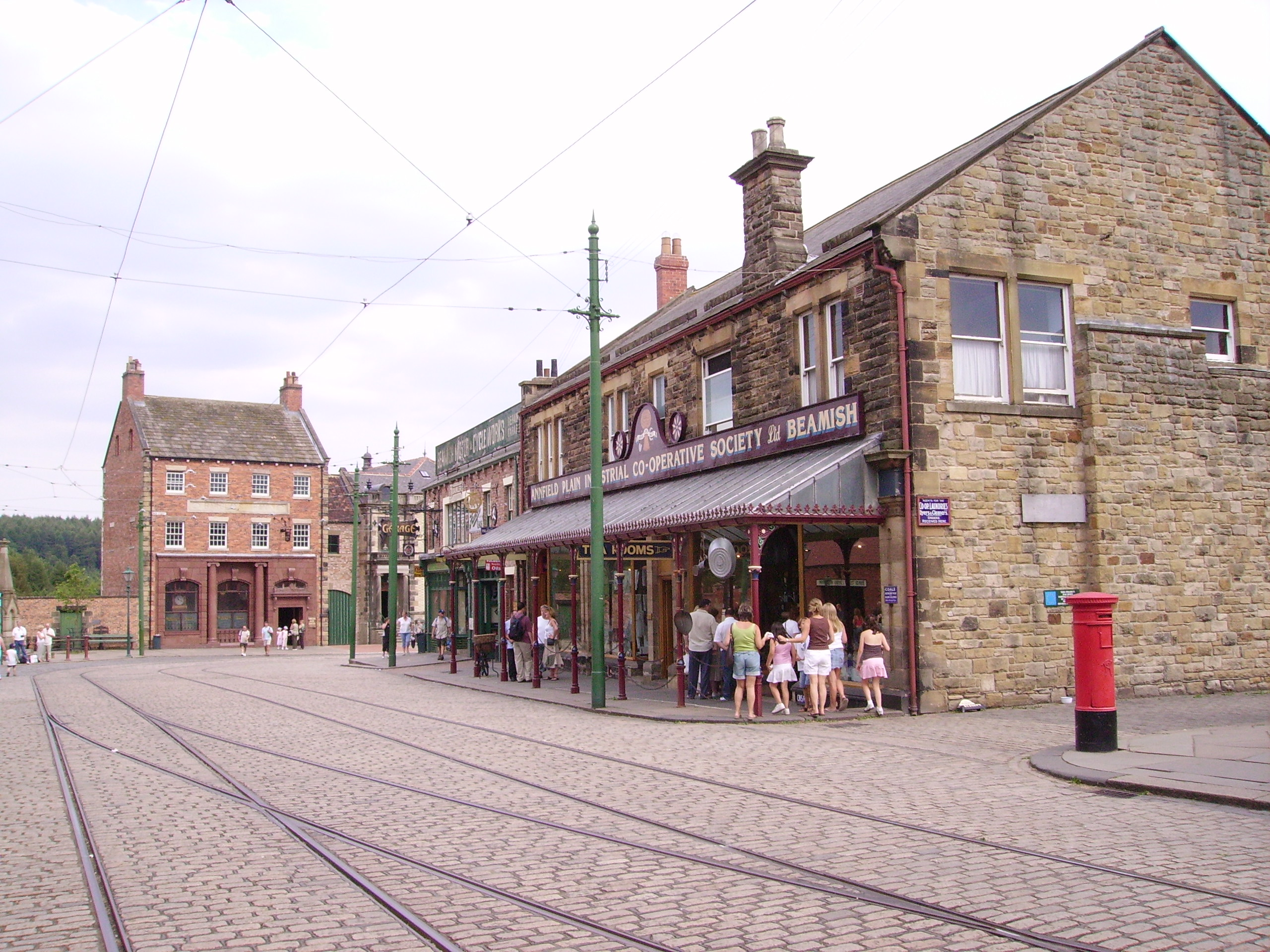
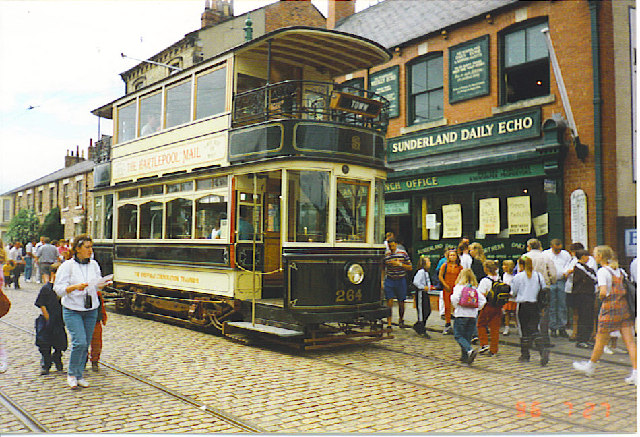
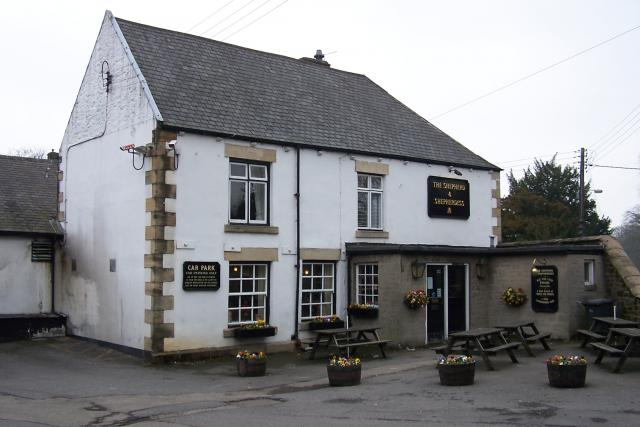
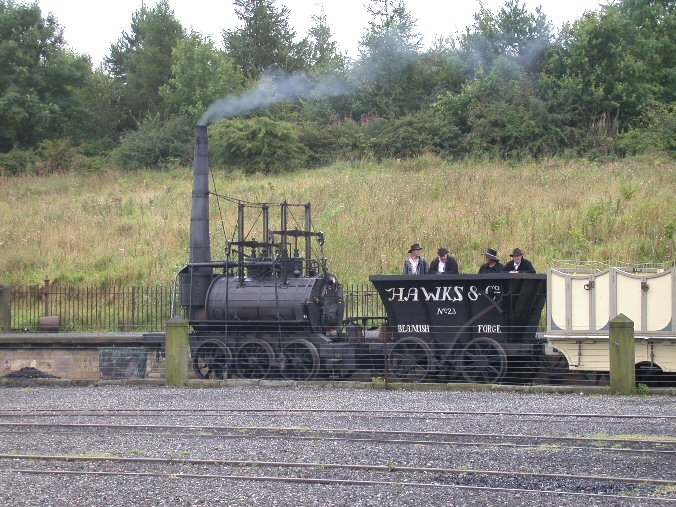

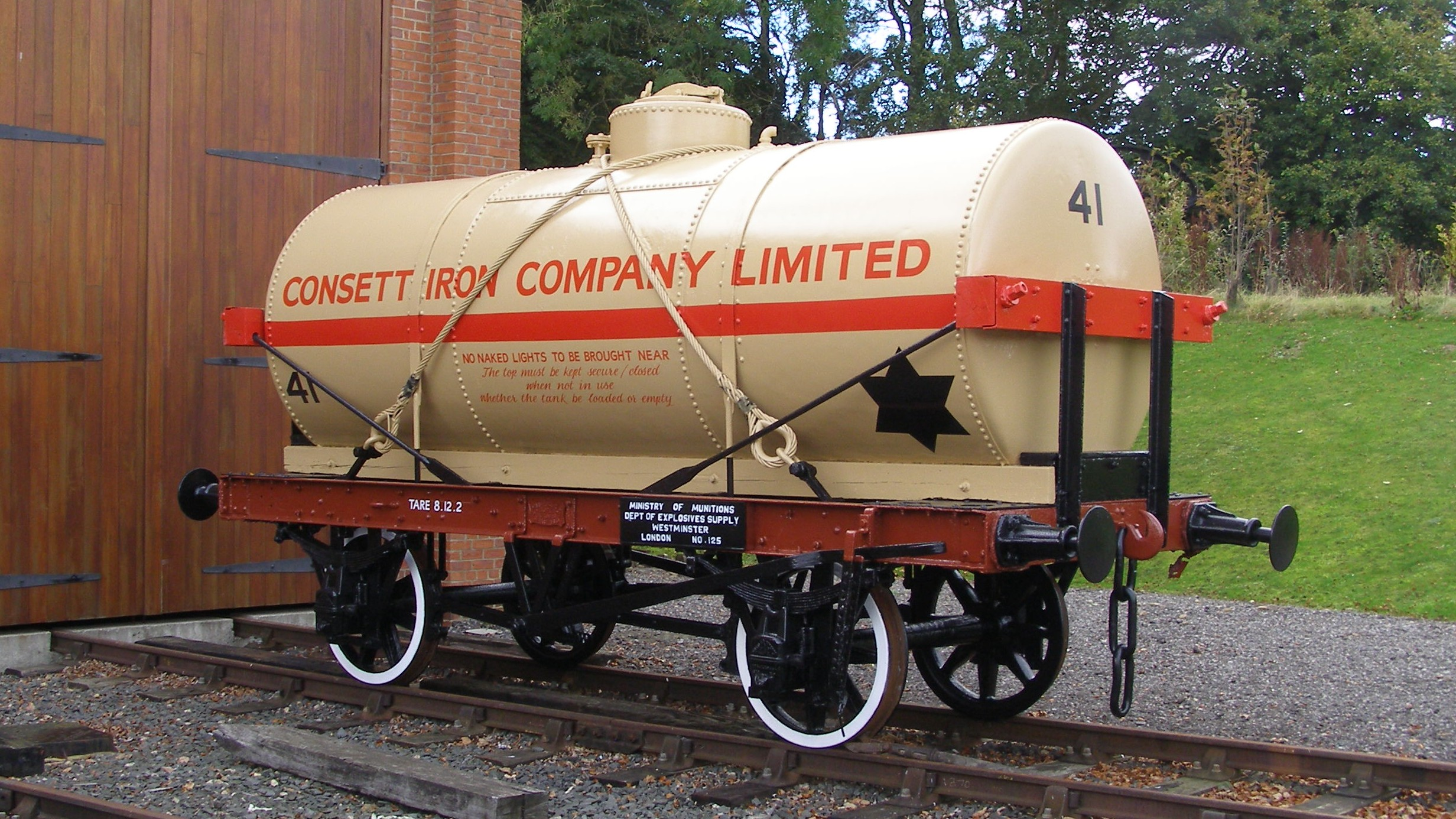
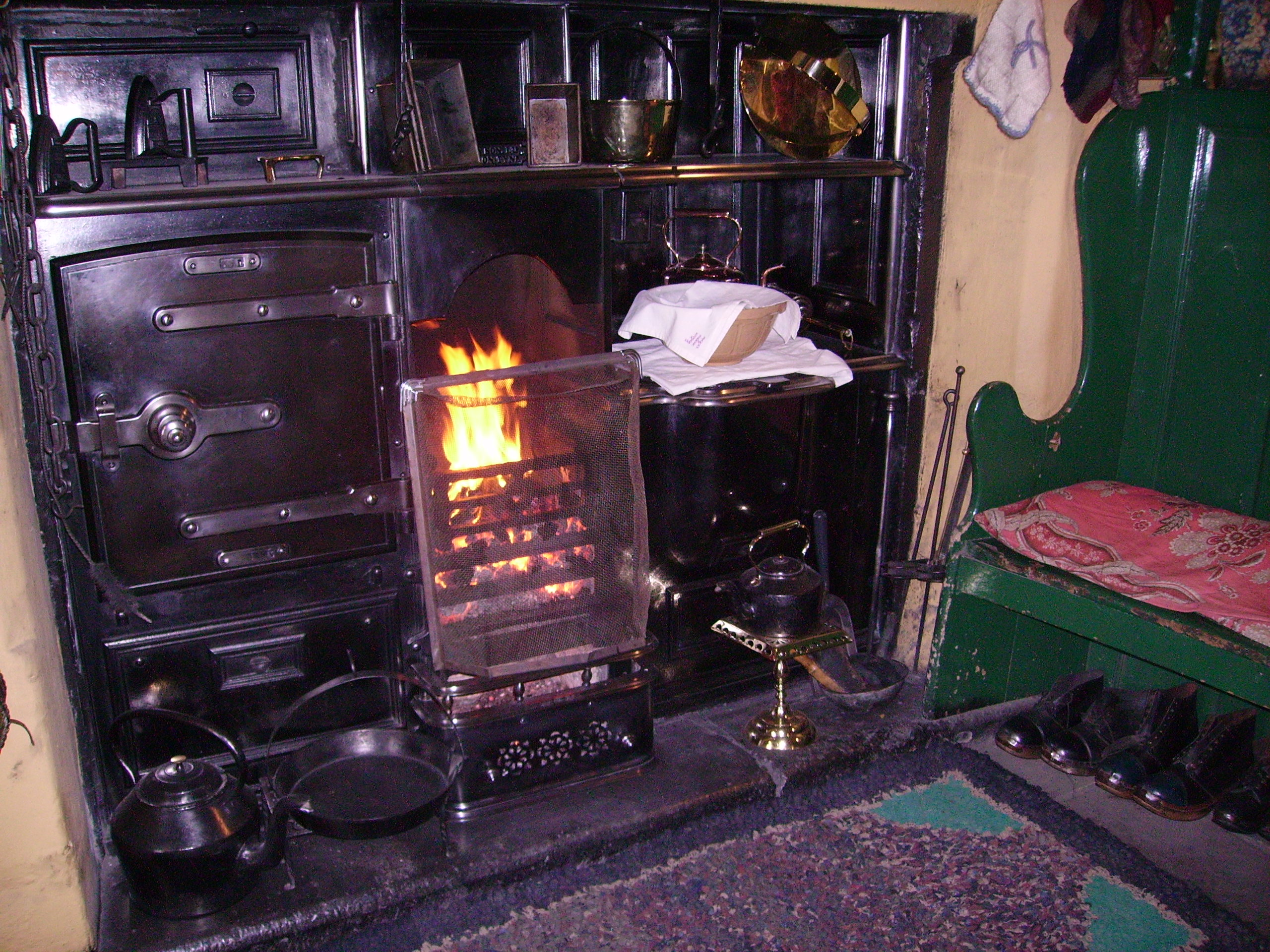
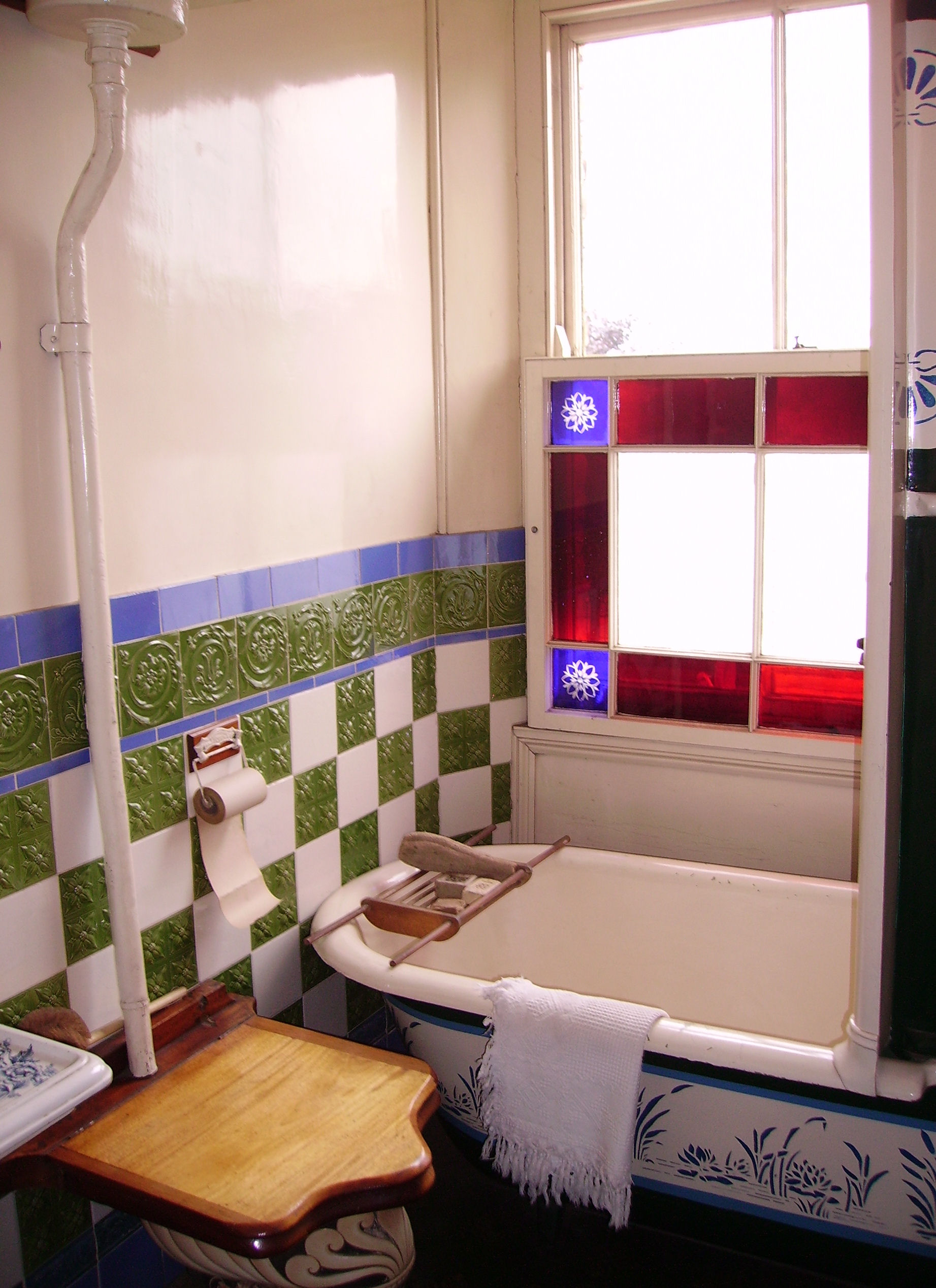